# جمية ساجدة
الجُمِية الساجدة (باللاتينية: Phacelia curvipes) نوع نباتي ينتمي إلى جنس الجمية من الفصيلة الحمحمية.
موطنها ولاية كاليفورنيا الأمريكية.
نبات عشبي حولي.